# Xylocopa ustulata
Xylocopa ustulata är en biart som beskrevs av Smith 1854. Xylocopa ustulata ingår i släktet snickarbin, och familjen långtungebin. Inga underarter finns listade i Catalogue of Life.